# Курунов, Иван Филиппович
Иван Филиппович Курунов (27 января 1939 г. — 31 августа 2017 г.) — советский и российский учёный-металлург, специалист в области развития техники и технологии доменного производства. Доктор технических наук, профессор кафедры рудно-термических процессов НИТУ "МИСиС", главный доменщик Новолипецкого металлургического комбината. Почётный работник высшего профессионального образования РФ.

## Биография
Иван Филиппович Курунов родился в городе Сатка Челябинской области 27 января 1939 года. Трудовую деятельность начал с должности газовщика доменного цеха Саткинского металлургического завода. После окончания в 1961 г. металлургического факультета Челябинского политехнического института И. Ф. Курунов работал в доменной лаборатории Челябинского научно-исследовательского института металлургии. В 1963 г. поступил в очную аспирантуру на кафедру рудно-термических процессов Московского института стали и сплавов, в 1966 г. успешно защитил кандидатскую диссертацию и был рекомендован для преподавательской и научной работы в МИСиС, где успешно трудился более 40 лет, до 2005 г. сначала ассистентом, затем старшим преподавателем, доцентом и профессором кафедры рудно-термических процессов. В 1970 г. И. Ф. Курунов прошел научную стажировку в Париже в институте ИРСИД у проф. А. Риста.
С 2005 г. он работает в ПАО "НЛМК", на момент смерти занимал должность главного доменщика Новолипецкого металлургического комбината.
Скончался 31 августа 2017 г. в Москве, в Институте Склифосовского — в июне 2017 г. в Липецке попал в  ДТП, от последствий которого так и не смог оправиться.

## Научная и производственная деятельность
Вся научная и производственная деятельность И. Ф. Курунова была посвящена развитию техники и технологии доменного производства. По его собственному признанию, "моя научная карьера была связана в первую очередь с заводскими, а не с лабораторными исследованиями. Обусловлено это было тематикой, которую защищал, – автоматизация управления доменным процессом, тогда это направление только зарождалось. Потом сфера интересов, конечно, стала расширяться, но все так или иначе было связано с доменным процессом. В целом география моей работы включает все крупные металлургические заводы на территории бывшего Союза, кроме Карагандинского, на нем не работал".
И. Ф. Куруновым разработаны и реализованы в промышленности: энергосберегающие периодические режимы загрузки доменных печей; технология, обеспечивающая увеличение полноты сгорания природного газа при его вдувании в доменную печь в смеси с кислородом и технология доменной плавки с применением шунгита. И. Ф. Куруновым создана многофункциональная математическая модель доменного процесса, используемая для обучения студентов-доменщиков и оценки эффективности применения новых шихтовых материалов, топливных и технологических режимов доменной плавки; новая концепция обращения с отходами на металлургическом предприятии, предусматривающая рециклинг шламов, металлургических пылей, замасленной окалины и отработанных моторных масел в доменной печи.
На НЛМК по инициативе и под руководством И. Ф. Курунова разработаны и внедрены технологии, которые позволили снизить себестоимость чугуна и экологическую нагрузку доменных цехов. Среди последних реализованных проектов — внедрение технологии вдувания пылеугольного топлива в доменные печи. Во второй половине 2017 г. компания  приступает к строительству фабрики брикетирования – это проект, главным идеологом и разработчиком которого был И. Ф. Курунов. При его непосредственном участии на НЛМК была введена в строй доменная печь «Россиянка» и ряд других значимых объектов.
И. Ф. Курунов - автор четырех монографий, он является одним из авторов переизданного в 2004 г. учебника для вузов «Металлургия чугуна». В декабре 2017 года в издательстве Springer была опубликована монография "Stiff Extrusion Briuquetting in Metallurgy", написанная И. Ф. Куруновым в соавторстве с А. М. Бижановым. На его счету более 270 научных статей, он обладатель 120 авторских свидетельств и патентов на изобретения, около 25 из которых внедрены в производство, в том числе и за рубежом. Им подготовлены более 120 инженеров-доменщиков, под его научным руководством успешно защитились 19 кандидатов технических наук. В 2016 году вошел в список 100 самых цитируемых российских учёных-металлургов.
И. Ф. Курунов являлся научным редактором в реферативном журнале ВИНИТИ «Металлургия» (разделы: "Подготовка сырьевых материалов", "Прямое получение железа", "Металлургия чугуна"), был членом редакционной коллегии журнала "Металлург".

## Признание
За высокие результаты в области высшего образования в 1989 г. И. Ф. Курунов был награжден знаком «За отличные успехи в работе в области высшего образования СССР», в 2000 г. ему присвоено звание «Почетный работник высшего профессионального образования РФ».